# Nicolae Pescaru
Nicolae Pescaru (Breaza, 1943. március 27. – 2019. május 25.) román válogatott labdarúgó.

## Pályafutása

### Klubcsapatban
1962 és 1981 között az FCM Brașov labdarúgója volt. 1981–82-ben a Șoimii Sibiu csapatában fejezte be az aktív labdarúgást.

### A válogatottban
1970 és 1973 között négy alkalommal szerepelt a román válogatottban. Részt vett az 1970-es mexikói világbajnokságon.